# Julian Maas
Julian Maas (* 9. März 1975 in Hamburg) ist ein deutscher Musiker und Filmkomponist.

## Leben
Julian Maas war als Kind Mitglied bei „Rolf und seine Freunde“ und sang 1982 im Lied ...und ganz doll mich ebendiese Textzeile. Mit diesem Lied trat er zusammen mit Rolf und seinen Freunden 1982 bei Wetten, dass…? und in der ZDF-Hitparade auf. Sein Markenzeichen war zu dieser Zeit eine Nickelbrille. 1993 nahm er als junger Erwachsener mit Rolf Zuckowski das Weihnachtsalbum Dezemberträume auf. In den folgenden Jahren begleitete er ihn in seiner Band am Piano (Auftritt 2000 im Showpalast mit Kinder werden groß).
Von 1994 bis 1999 studierte er Klavier am Konservatorium Brüssel. 1999 kehrte er nach Hamburg zurück und arbeitete hier als Live- und Studiomusiker. Seit 2002 arbeitet er mit dem Komponisten und Produzenten Christoph M. Kaiser zusammen. Gemeinsam komponierten sie die Musik zu Kino-, Fernseh- und Werbefilmen. Für ihre Musik zu dem Kinofilm Die kommenden Tage gewannen sie den Preis der deutschen Filmkritik 2010 in der Kategorie „Beste Musik“. Im Jahre 2015 wurden sie für ihre Musik zu dem Film Der Staat gegen Fritz Bauer beim Günter Rohrbach Filmpreis ausgezeichnet.
Julian Maas war einer der Autoren des von Conchita Wurst gesungenen Gewinnerlieds Rise Like a Phoenix des Eurovision Song Contest 2014.
2018 erhielten beide für die Filmmusik zu 3 Tage in Quiberon den Europäischen Filmpreis in der Kategorie Beste Filmmusik sowie den Deutschen Filmpreis, nachdem sie bereits 2016 für Der Staat gegen Fritz Bauer eine Nominierung erhalten hatten.

## Filmografie (Auswahl)
- 2001: Ein göttlicher Job
- 2003: Ich liebe das Leben (Fernsehfilm)
- 2003: Mädchen, Mädchen 2
- 2004: Tina Barney Social Studies (Dokumentarfilm)
- 2005: Tatort – Wo ist Max Gravert (Fernsehfilm)
- 2006: Eden
- 2006: Guten Morgen, Herr Grothe (Fernsehfilm)
- 2006: KDD – Kriminaldauerdienst (Fernsehserie)
- 2007: Max Minsky und ich
- 2007: Tatort – Der Frühe Abschied (Fernsehfilm)
- 2007: Eine gute Mutter (Fernsehfilm)
- 2009: This Is Love
- 2010: Die kommenden Tage
- 2011: Ein guter Sommer (Fernsehfilm)
- 2011: Die Stunde des Wolfes (Fernsehfilm)
- 2011: Die verlorene Zeit
- 2011: Tatort – Eine bessere Welt (Fernsehfilm)
- 2011: Tatort – Der Tote im Nachtzug (Fernsehfilm)
- 2012: Tatort – Die Ballade von Cenk und Valerie (Fernsehfilm)
- 2012: Tatort – Der Wald steht schwarz und schweiget (Fernsehfilm)
- 2012: Zwei Leben
- 2012: Mutter muss weg (Fernsehfilm)
- 2012: Tatort – Der tiefe Schlaf (Fernsehfilm)
- 2012: Tatort – Im Namen des Vaters (Fernsehfilm)
- 2013: Meine Schwestern
- 2013: Wolfskinder
- 2013: Tatort – Feuerteufel (Fernsehfilm)
- 2013: Tatort – Borowski und der brennende Mann (Fernsehfilm)
- 2013: Pinocchio (Fernsehfilm)
- 2014: Jack
- 2014: Polizeiruf 110 – Morgengrauen (Fernsehfilm)
- 2014: Tatort – Der sanfte Tod (Fernsehfilm)
- 2014: Tatort – Der Eskimo
- 2015: Tag der Wahrheit (Fernsehfilm)
- 2015: Der Staat gegen Fritz Bauer
- 2015–2019: Dengler (Fernsehreihe)
  - 2015:  Die letzte Flucht
  - 2016:  Am zwölften Tag
  - 2017:  Die schützende Hand
  - 2028:  Fremde Wasser
  - 2019:  Brennende Kälte
- 2016: Terror – Ihr Urteil
- 2016: Tatort – Taxi nach Leipzig
- 2017: Der König von Berlin (Fernsehfilm)
- 2018: 3 Tage in Quiberon
- 2018: Das schweigende Klassenzimmer
- 2018: Der große Rudolph
- 2018: Schwartz & Schwartz – Mein erster Mord
- 2019: Eine fremde Tochter
- 2019: Die Neue Zeit, (Fernsehserie)
- 2020: Schwartz & Schwartz – Wo der Tod wohnt
- 2020: Jackpot (Fernsehfilm)
- 2021: Ruhe! Hier stirbt Lothar
- 2021: Furia (Fernsehserie)
- 2023: Irgendwann werden wir uns alles erzählen
- 2023: Der vermessene Mensch
- 2023: Flunkyball
- 2023: Thomas Schütte – Ich bin nicht allein (Dokumentarfilm)
- 2024: Mordnacht (Fernsehfilm)
- 2024: Ein Mann seiner Klasse (Fernsehfilm)